# John Seymour (forfatter)
 Der er flere personer med dette navn, se John Seymour.
John Seymour (12. juni 1914 – 14. september 2004) var en engelsk indflydelsesrig person indenfor selvforsyningstanken. Han var forfatter, tv-personlighed , miljøaktivist, landbrugsreformist, husmand. Han var modstander af forbrugersamfundet, industrialiseringen, genmodifikationer, byer, biler og fortaler for selvhjulpenhed, personligt ansvar, selvforsyning, selskabelighed, havebrug og bekymrede sig for Jorden og jord.
Han har skrevet 41 bøger, men er især kendt på grund af hans bøger om selvforsyning.
Hans bog Den nye komplette håndbog i selvforsyning fra 1976 har bl.a. inspireret Frank Erichsen fra DR2's program Bonderøven til at starte sit liv som selvforsnyet.